# بردگوری‌های باغات کتک
بردگوری‌های باغات کتک در شهرستان اندیکا، بخش چلو، دهستان للر و کتک، ۲ کیلومتری شمال غربی روستای کتک، در دامنه کوه واقع شده و این اثر در تاریخ ۲۶ اسفند ۱۳۸۷ با شمارهٔ ثبت ۲۵۹۹۵ به‌عنوان یکی از آثار ملی ایران به ثبت رسیده است.